# Herbert Derwein
Herbert Derwein, bis 1926 Herbert Carl Wilhelm Levin, (* 6. April 1893 in Braunschweig; † 13. Januar 1961 in Heidelberg) war ein deutscher Historiker und Stadtarchivar der Stadt Heidelberg.

## Leben
Herbert Levin verlor als Jugendlicher infolge von Scharlach mit 14 Jahren das Gehör. Er studierte an den Universitäten in Leipzig, Göttingen und Gießen, wo er 1916 zum Dr. phil. promoviert wurde. Aufgrund einer Ausschreibung der Suevia Heidelberg Stiftung der Universität Heidelberg, die 1917 zu einem Wettbewerb über die Romantik in Heidelberg aufrief, zog er nach Heidelberg und gewann mit seiner Schrift Die Heidelberger Romantik (1922) den Wettbewerb. Levin, der 1926 seinen Familiennamen in Derwein änderte, verdiente seinen Lebensunterhalt zunächst als Bankangestellter und veröffentlichte zu Themen der badischen Regional- und Ortsgeschichte. Halbamtlich arbeitete er für das Kurpfälzische Museum. 1939 wurde er Leiter des Badischen Flurnamen-Ausschusses. Von 1941 bis 1958 war Derwein Stadtarchivar in Heidelberg. 1919 heiratete er die Schauspielerin und Autorin Irma von Drygalski (1892–1953). Nach ihrem Tod ging er 1958 mit Gertrud Bergmann eine zweite Ehe ein.

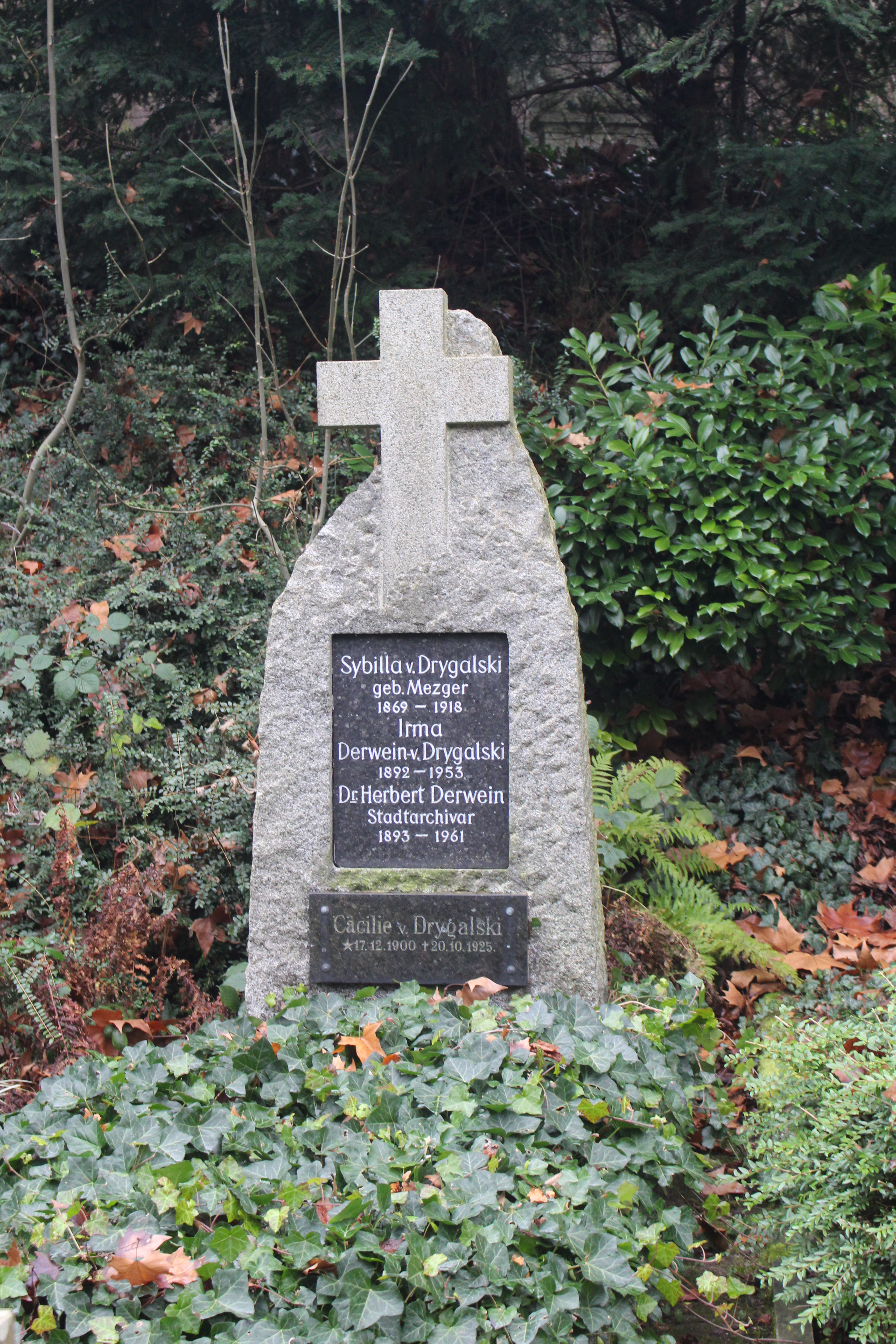
Grabstätte von Herbert Derwein und Irma von Drygalski, Bergfriedhof Heidelberg

## Schriften
- Die Heidelberger Romantik. München 1922.
- Das Zisterzienserkloster Schönau. Mit den Zeichnungen des 16. Jahrhunderts aus dem Germanischen Nationalmuseum in Nürnberg. Franzmathes, Frankfurt 1931 (Digitalisat).
- Handschuhsheim und seine Geschichte. Heidelberg 1933.
- Die Flurnamen Heidelbergs. Heidelberg 1940.
- Hoffmann von Fallersleben und Johanna Kapp. Begegnung in Heidelberg. Hoffmann von Fallersleben–Gesellschaft, Fallersleben 1956.
- Heidelberg im Vormärz und in der Revolution 1848/49. Ein Stück badischer Bürgergeschichte. Heidelberg 1958.
- mit Heinrich Hoffmann: Die Bauten des Heiligenberges bei Heidelberg. In Federzeichnungen wiederhergestellt von Kunstmaler Heinrich Hoffmann. Mit einführendem Text von Herbert Derwein. Heidelberg o. J.